# Caves Hill
Les Caves Hill és una empresa de vi escumós del poble de Moja, al municipi d'Olèrdola (Alt Penedès). L'edifici modernista està protegit com a bé cultural d'interès local.

## Descripció
L'edifici d'habitatge i oficines de les Caves Hill està situat a uns dels extrems del nucli urbà de Moja, a la confluència dels carrers de Bonavista i Llarg. És una casa de planta baixa i un pis, que ocupa tota una illa. La façana principal presenta una composició simètrica, amb tres obertures per cada pis. Els elements més interessants de la construcció són els emmarcaments de les obertures, el coronament esglaonat i el ràfec així com la utilització del maó vist. El llenguatge arquitectònic emprat és el Modernisme. L'edifici fou construït amb molta probabilitat el 1918.